# 永乐大典
《永樂大典》（學者又常簡稱《大典》，初名《文獻大成》），是中國古代最大的類書，由解縉、姚廣孝、鄭賜主編，全書共22877卷，凡例和目錄60卷，裝成11095冊，約3億7千萬字。《永樂大典》正本已亡佚，今存414冊、789卷「嘉靖副本」，另有33冊抄本或影印本、10頁殘頁。

## 成書
在洪武二十一年（1388年），解縉考得進士，獲授庶吉士，得到了明太祖朱元璋的愛重。一天，朱元璋和解縉在大庖西室，朱元璋對解縉說：「朕与爾對則君臣，猶父子，當知無不言」，希望解縉對其進言，解縉於是提議編寫類書：「.......勒成一典，上接經史，豈非太平制作之一端也歟？」。其後解縉獲任為江西道監察御史，此事遂遭閣置。:4-5
於明成祖朱棣即位之後，他開始計劃編寫類書之事。永樂元年七月丙子（1403年7月19日），明成祖下諭解縉等，令他們編修類書，「凡書契以來經史子集百家之書，至於天文、地誌、陰陽、醫卜、僧道、技藝之言，備輯為一書，毋厭浩繁！」，並希望以「統之以韻」，以便檢索。解縉隨即召集了147人，着手編纂，約以一年時間編成，並於永樂二年十一月丁巳（1404年12月21日）上進於明成祖，即為《文獻大成》。:5-6
學者對於明成祖的編寫動機有不同的意見。張忱石認為，明成祖纂寫類書的目的是為了「炫耀文治，借以籠絡人心，消弭朝野間的不平之氣」:2。虞萬里認為，明成祖不是為了籠絡人心，而是單純因為「盛世修書」的傳統。再者，在明代洪武一朝已經有編寫過類書，如唐愚士的《類要》、方孝儒的《類要》，而明成祖則對於之前所編的《類要》並不滿意，因此希望編寫《永樂大典》以方便檢索。:21-25蘇振申認為《大典》的編修的目的有三點，包括是朱元璋、朱棣等留心於學術；朱棣希望超越過去所歷朝所編寫的類書；希望籠絡士民，以轉移社會注意力。顧力仁又於蘇振生之上增加三點，包括是沿襲過去歷朝編寫書籍以安撫人心的策略；滿足朱棣的個人喜好；並希望借此禁制書籍。虞萬里認為當時文獻都沒有明確的記述有禁書之舉，認為顧力仁「禁制書籍」一說沒有依據。:19-23:27-28
一年之後，解縉編成了《文獻大成》，但明成祖對於此書並不滿意，「所纂尚多未備」，因此下旨命令重修。郭伯恭認為，不滿意的原因主要是因為其編輯時間過短，因此其編纂工作難以完備。黃權才認為，一年雖短但以147人的班子，以編輯一部類書未至於特別困難，並認為原因是在於解縉當時還要編纂《古今列女傳》、《明太祖實錄》，以及是參與國事引致無法專注於編纂工作才是明成祖不滿意的原因:44:7-8:3。於是，明成祖命太子少師姚廣孝、禮部尚書鄭賜，侍讀解縉三人擔任監修；刑部侍郎劉季篪、翰林院修拱兼右春坊右贊梁潛、通政司右通政李至剛擔任副監修。監修之下設有都總裁，總裁、副總裁，其次有纂修、編寫人，繕錄，繪圖，圈點生等。都總裁則由陳濟擔任，負責總裁、副總裁和監修之間交流工作。副總裁則負責某特定範疇，領導纂修人員以搜集和加工該範疇的資料，如林環兼《尚書》副總裁、王彥文兼《詩經》副總裁等。此外有「催纂」五人以監視編輯的進度。:7-8為了滙集各方的人才，於永樂三年、四年征召過一次纂修人，由朝廷或者是地方的官薦舉人選，經考核之後予以錄用，當中大多是地方府、縣的訓導、教諭或者是布衣書生。:9
永樂五年（1407年），《永樂大典》定稿，明成祖經審閱之後非常滿意，並為此編寫序言，指《大典》「上自古初，迄於當世，旁搜博采，滙聚群書，著為奧典」，為之定名為《永樂大典》。於是，明成祖又於全國徵集繕書人，開始謄抄，於永樂七年（1409年）冬完成。:3-4

## 體例和凡例
《永樂大典》共22877卷，凡例和目錄60卷，裝成11095冊。11095冊中，包括了明成祖的序文，進表序文，「凡例」1冊，《永樂大典韻總歌括》，《韻總》2冊，目錄57冊，正文11035冊。「凡例」中一共定了凡例二十一條，當中規定《大典》以《洪武正韻》作為目，以韻統字，用字繫事，先是韻目編排韻字，並對應的內容編纂在對應的韻字之下。如天文志都會載於「天」之下，地理志都會載於「地」字之下；收錄內容以「上自古初，下及近代經史子集」作為分針，對天文、地理、人倫、國統、道德、政治、制度、名物以至奇聞異事、庾詞、逸事都會收錄。「凡例」又規定引用書目都列明出處。目錄中則將內容以平、上、去、入四聲作分類，當中平聲二十三韻，10034卷；上聲二十三韻，2175卷；去聲二十三韻，7389卷；入聲十一韻，3279卷，合共八十韻，22877卷:93-97。
《大典》副本高約50厘米，寬約30厘米，黃絹硬面，包背裝。每冊可能有一卷、兩卷、三卷或者是四卷，當中以兩卷者為多。頁數自十餘頁至三十多餘頁不等。封面左有黑色雙綫，外有藍邊的書籤，中題「永樂大典」四字，下註該冊《大典》的卷次。封面右上有黃絹藍綫方形標簽，題該冊《大典》所屬的韻部，次行題該冊所屬該韻的冊次，但也有部分冊次沒有。:1-2
內頁每半葉邊框高36厘米，寬23.5厘米，半葉八行，標題為大字，單行。正文為小字，雙行抄寫，每行28字。正文大小分作兩種，正文以大字，註則以小字。書口有三個魚尾，上書尾題「永樂大典卷某某」，下端雙魚尾內題葉碼。邊框，界行，引用書目，書口文字，句讀的小圓圈都為紅色，其他都為墨色。:1-2

## 流傳

### 重錄
永樂十九年（1421年），北京新宮建成之後，遷都北京，明成祖命將南京文淵閣的部分藏書運來北京，《永樂大典》應為其中之一。當時暫存於左順門的北廊之下，於正統六年（1441年）移至文樓（即今体仁阁）。雖然於《大典》清抄結束之後，有人提議過刊刻，但是明成祖積書只是「欲遺子孫」，因為工費浩繁，因此沒有刊刻。:11-12書藏在禁宮只有皇帝能夠看。
嘉靖三十六年（1557年），宮中發生了一次大火，三殿被燒毀，文淵閣即於三殿附近。因為搶救及時，《大典》沒有波及。明世宗朱厚熜非常喜歡《永樂大典》，案頭常備數十冊以翻閱。為了避免亡佚，明世宗多次和徐階討論重錄之事。於嘉靖四十一年（1562年）秋季，正式決定重錄，要求須按原樣摹寫，並任命了高拱、瞿景淳為總校官。為了物色繕書人，吏、禮兩部舉行了「糊名考試」，招錄了程道南等計一百零九人。當時規定，繕寫人員領取《大典》必須登記，不許私自攜帶外出雇人代寫，每人每日抄寫三頁，有差錯則必須重寫。重錄工作進行五年後，於明穆宗隆慶元年（1567年）四月完成。:12-13副本都在禁宮。南京国子监祭酒陆可教曾经上书，建议萬曆皇帝刊印《永乐大典》，沒有成功。

### 正本消失
在書成之後，正本推測依然在北京文淵閣、又一說於古今通集庫中。:109-110在重錄之後關於正本的記載很少，在嘉靖之後幾乎找不到任何記載。因此，學者對於正本的下落有各種的猜測。:132其說法包括有：
- 「殉葬」說，認為正本隨明世宗殉葬，以張忱石、欒貴明作為代表。張忱石認為，明世宗對於《永樂大典》「殊寶愛之」，因此其認為「極有可能正本殉葬於永陵」[3]:18-19。欒貴明認為，嘉靖帝下葬和《永樂大典》抄本成書之時時間只是相差二十餘日，認為兩者可能有關係。[9]張昇認為，在嘉靖成書之後，尚有人看到過《大典》正本，因此不能成立。[8]:132
- 「皇史宬夾墻」說，王仲犖認為「正本沒有亡毀，我始終懷疑藏在皇史宬夾牆裏」。張忱石認為，皇史宬修建於嘉靖十三年，重錄《大典》則是之後的事，不太可能預想之後要貯藏過萬冊的《大典》。[7]:17-18
- 「萬曆焚毀」說，如方以智認為《永樂大典》「於萬曆中因三殿火，書遂亡」。張昇認為親歷此事的大學士也沒有提及此事，應該不可信。[7]:109
- 「明末焚毀於北京」說，以郭沫若、張昇為代表。郭沫若認為，「明亡之際，文淵閣被焚，正本可能即毀於此時」，認為《大典》可能被李自成的農民軍所焚毀[3]:15-16。張昇認為嘉靖正本至明末依然存在，然後才因李自成入京而被焚毀[7]:109-110。張忱石指，此說自清代已經有所懷疑，如乾隆間法式善指副本「相傳為李自成所催殘」，又謂「不知原書今歸於何所，竟無人知之，是可怪也」，[3]:15-16李自成炮火轟故宮木建築放火走後，之後清兵才來到。假如已經焚毀有可能一紙半葉也沒有留下。

### 副本流傳
- 1408年：《大典》編成，計22,877卷，11,095冊。
- 1773年：乾隆五十九年統計，計9881冊，佚去1215冊。
- 1815年：嘉慶十五年，許乃濟等人對《大典》作清點，發現冊數為乾隆所存時一樣。
- 1875年，翰林院大典不足五千冊。
- 1876年：翰林院大典只剩下三千冊餘冊。
- 1886年：繆荃孫所見只有九百餘冊。
- 1892年：《翰林院舊書目錄》中，統計只有八百七十本。
- 1933年：袁同禮《永樂大典現存書目表》記有三百六十七本。[10]
- 1959年：趙萬里統計有三百七十餘本。[11]
- 2005年：張昇統計有四百一十八本。[12]

《永樂大典》副本共有11095冊，在抄成至後一直收藏於皇史宬至明朝滅亡。清代康熙三十二年時，徐乾学稱：「皇史宬所藏《永樂大典》，在鼎革時亦有佚失」，可見當時已經有所遺失。至雍正朝，《永樂大典》由皇史宬移入翰林院，據全祖望大致的估算：「惜缺失幾二千冊」。之後，乾隆元年（1736年）下旨修《三禮》，在《大典》中輯得不少佚文。當時見《地官》一冊有缺，而至乾隆三十八年（1773年）四庫館開館時則《夏官》一冊也佚，可見四庫館開館時所見的《大典》已經較修《三禮》時為少。乾隆三十七年（1772年)开四库全书馆，乾隆皇帝下令在全国寻找丢失的《大典》，特别要在书贾坊林间“留心体访”。有人猜测，在翰林院供职的徐干学、高士奇、王鸿绪等人经常查阅此书，可能把一部分带回浙江老家去了。乾隆皇帝就给两江总督高晋、浙江巡抚三宝下了密令:「闻此书当时在内阁收存时，即有遗失，似系康熙年间开馆修书，总裁官等取出查阅，未经缴回。彼时如徐乾学、王鸿绪、高士奇等皆在书局最久，其家或尚有存留此书剩本，亦未可定。着高晋、三宝札知各本籍地方官，令向各家一为访问。倘果有其书，无论本数多寡，即为缴出送京。并谕以此书虽系官物，然在当时原无稽核，偶尔取携翻阅，无意收存，本无关碍，此时亦并不追究从前遗失之故。惟是藏书家留此残编剩帙，实为无用之储，若归之中秘，裒辑完全，颇有裨于四库，用是广为咨访，令其家不必惊惶。」地方官嚴查。乾隆三十九年（1774年）六月，《四庫全書》纂修官黃壽齡私自將《永樂大典》六冊，帶回家中，途中失竊。乾隆皇帝说：“《永乐大典》，为世间未有之书！本不应该听纂修等携带外出！”吩咐，立即查询明确，据实覆奏，并命令步军统领尚书英廉严格访查，缉拿窃贼。一时之间全城戒严，到处搜查。因为门禁森严，搜查严密，全城大小书肆店铺又不敢收购，这几册宫中之物的《永乐大典》一时无法脱手，盗贼万般无奈，只好在深夜悄悄将这六册书籍放在大臣经过的御河桥边。黄寿龄被处罚俸3年。乾隆五十九年（1794年）統計，計9881冊，20473卷，佚去1215冊。:92-94
嘉慶二十年（1815年），許乃濟等人對於《大典》作清點，發現卷數、冊數和乾隆朝統計時一樣。據繆荃孫《永樂大典考》所記，於道光八年（1828年）重修《一統志》的時候，散佚尚不嚴重。:94
而至咸豐十年（1860年）開始，《永樂大典》開始出現大規模的散佚，主要是因當時的官吏監守自盜。據劉聲木《萇楚齋隨筆》記述，當時的偷盜者「早間入院，帶一包袱，包一棉馬褂，約如《大典》兩本大小，晚間出院，將馬褂加穿於身，偷《永樂大典》二本......，包於包袱內而出也」。之後，他們以十兩一冊向洋人出售。光緒元年（1875年），翰林院大典不足五千冊。光緒二年（1876年）翰林院大典只剩下三千餘冊。光緒十二年（1886年），繆荃孫所見只有九百餘冊，即使朝廷嚴責監守者也無下落。當中文廷式一人在光緒十一年（1885年）至十三年（1887年）間就盜走至少百餘冊。光緒十八年（1892年），《翰林院舊書目錄》中，統計只有八百七十本。:94-951900年6月23日，甘軍為攻入英國大使館放火焚燒翰林院，當中一部分的《大典》被焚毀或弃置，一部分則被當時使館區中的洋人盗去，一部份则为英使馆移走。"在使馆中研究中国文学的学者，看见宝贵的皇宫秘籍如此之多，都是平时所不能见到的书籍，心中不忍，拣选抢归。 自火光中寻觅一路，抢之而奔！"英国大使馆“我们下命令尽可能抢救翰林院中的宝贵书籍”，“又有数十人从英使馆而来，受有严令，逼其做事……人数既加，二千年之文字遂得救护。”光绪二十七年（1901年）六月十二日，英使馆交回《大典》三百三十余册，其后又被人监守自盗。宣統元年（1904年）統計清點時，翰林院只剩下64冊。:46
曾任光绪帝起居注官得恽毓鼎日后在其《崇陵传信录》里如此提到他所知的《永乐大典》的情况——

癸巳甲午間，上習聞翁師傅之說，頗究碑版目錄之學，翁亦時以新出版本進上。猶憶甲午五月初，毓鼎因考試翰詹，由編修擢贊善召見。上首問翰林院藏書及《永樂大典》所存冊數，又問近有新出金石否，諭毓鼎在家宜多看書，不可專習詩賦，此足以覘聖學矣。（明修《永樂大典》凡二部，一置乾清宮，一賜翰林院。明亡後，宮中一部不知存否。其儲院者，一萬二千餘冊，國初開《四庫》，館臣就《大典》所錄，搜輯佚書甚夥，其後漸有亡失。毓鼎初入詞館，猶見有八千餘冊。光緒庚子，兵攻使館，翰林院後牆正界英館，亦毀於火，《大典》散入英館，焚毀遺失者過半。院中所存，僅八百餘冊。最後由院移送學部，則僅數十冊。金題玉笈，散在好古者之家。煌煌巨編，無復能窺全豹。此亦書林一大掌故也。壬寅年聞廣肆有《大典》十餘冊出售，每冊份三十兩、二十兩不等。毓鼎急網求之，則已為捷足者所得，至今思之猶耿耿。）
其中文末所提“壬寅年”大致指公元1902年，即庚子之后两年，辛丑年以后。

### 出版
在民國時期就已經有對於《永樂大典》影印出版，包括有張元濟（卷485至486，1916年）、羅振玉（卷14628-14629，1917年）、傅增湘（卷2610至2611，1926年）、東洋文庫（計11卷，1930年）、北京人文科學所（卷2584至2585，1939年）。:159-160
其後，於中華人民共和國建國後，中華書局也多次影印出版《永樂大典》。1959年，作為中华人民共和国十周年献礼項目，中華書局將苏联於1954年歸還的《永樂大典》影印出版（卷2345-2347）:160-161。1960年，中華書局將當時收集到的730卷全部出版，計全二十函二百零二册:161。此外，其他出版社也有出版《永樂大典》影印本。台北世界书局在中华书局730卷影印本的基础上增补了台湾所藏的五卷和柏林民族學博物館收藏的七卷，出版了742卷《永乐大典》:161。2003年，上海辞书出版社影印出版《海外新发现永乐大典十七卷》。:163

## 價值
《永樂大典》的最大價值在於保存了明初之前各種學科的文獻資料，獲稱為是「輯佚之淵藪」。《大典》的內容力求「無所不包」，據學者的不完全估算，《永樂大典》中徵引的書籍有七八千種之多，因此可供輯佚的內容數不勝數。此外，《永樂大典》保存的內容也被學者用之以來校勘，《永樂大典》所徵引的書籍大多都是明代南京文淵閣所藏的書籍，而文淵閣的書籍則是來自於宣文閣、祟文監的書籍，而元代的書籍則是取自於南宋秘書省，因此《大典》保留了不少宋代的著作。而元明的刻書經常為人所詬病，有「明刻書而書亡」之稱，故此學者經常以《大典》作校勘之用，以糾正明代的底本。:187-188:26-27
在話本、雜劇方面，據《永樂大典目錄》卷13695至13991，當中載有戲文三十三種，卷20737至20757則載有雜劇九千多種。《四庫全書總目》稱：「（《永樂大典》）平話一門，所收至夥，皆優人以前代軼事成文而口說之」，可見在這些話本、雜劇在乾隆一朝依然存在著，但是《四庫》編纂者認為其內容無可取，因此沒有對此輯佚，引致相關內容的流失。:30
在劇曲方面，在當今殘本中可見有《小孫屠》、《張協狀元》、《宦門子弟錯立身》三種南劇劇本，而這些南劇劇本在現存的南劇劇本中是現在中較為早的，對於研究劇曲史以及民間文學有所價值。:32
在詩詞方面，清代康熙年間在編纂唐代詩歌總集《全唐詩》的時候並沒有使用到《永樂大典》，而現今的學者在《大典》的殘存本中發現有王維、韋莊、王貞白、李群玉的作品尚沒有被《全唐詩》所收錄。而當今所編的《全宋詞》、《全金元詞》中有不少的內容都是取自於《大典》，可見其價值。:32
在史料方面，《永樂大典》收錄了很多宋元兩朝的史料，清朝法式善即指：「苟欲考宋元兩朝制度之文章，蓋有取之不盡，用之不竭焉」，如卷14620至14629收有《吏部條法》，對於研究宋代政治制度有所價值。元代的《元一統志》在明代之後亡佚，而《大典》即有相關的佚文。:32-33
在方志方面，《永樂大典》收錄了方志達九百種，絕大部份都是宋元人所編的方志，但是四庫館館臣幾乎沒有輯錄相關內容，至清末徐松、繆荃孫等人才留意於此。現存較為完整的方志有《湖州府志》、《杭州府志》、《紹興府志》、《蘇州府志》等。:33-34
在科學方面，《永樂大典》收輯了不少科學技術書籍，如卷1319「種」之韻收錄了吳懌的《種藝必用》和張福的《種藝必用補遺》，當中記述了糧食作物、蔬菜、果木、花卉的種值方法以及注意事項。此外，《大典》收有了一些古算書，包括《楊輝日用算法》、《楊輝摘奇算法》、《錦囊啟源》等等，為他書未見。:33-34
在醫學方面，《大典》中收集了不少的醫學材料。如卷981中收集了《幼幼新書》、《玉訣方》、《經濟小兒保命方書》等四十五種醫學書籍內容，當中驗方有133種。又如卷13441、19865中記有《本草》、《紹興本草》、胡仕可《本草歌括》、陳衍《寶慶本草折衷》等，都是一些在李時珍《本草綱目》之前的宋元金藥物著作。:35-36
在目錄學方面，《大典》可以補充以及互證《文淵閣書目》的內容，以及補足宋元金的藝文志。明英宗正統五年（1435年），楊士奇等按文淵閣所藏書編成了《文淵閣書目》一書，但是因為年代有所距離，有部分書籍已經散佚而不見於《文淵閣書目》之中，而因《大典》所依的書籍大多都是明初文淵閣所藏的書籍，因此《大典》可以補充這部份。另外，《文淵閣書目》中所記書目有「不著撰人姓氏」（《四庫全書總目》）等毛病，而《大典》在徵引書籍的時候大多都有編撰人姓名，而可以補足所闕內容。:188-189

## 輯佚
現存可考以《永樂大典》作輯佚工作的學者是張四維。他在嘉靖年有參與重錄《大典》的工作，當中部份《大典》卷末則有「分校官編修臣張四維」的字樣。他在參與重錄之時在此輯出了《折獄龜鑒》以及《名公書判清明集》二書。他錄出《大典》當中征引二書之原文後，並沒有對其作整理，然後刊行的時候才由楊澄校勘，並改正字句以及移就篇章。張四維輯佚工作沒有明确目的，較為粗略:12-15。之後，以《大典》作輯佚的工作的學者則是清朝的全祖望。其在參與修纂《三禮》的時候，輯出來了38家，40種的《易經》註解，如王安石《周官新義》60卷、高氏《春秋義宗》150卷等。但是因為其於館中的時間有限，可能是只是隨見隨錄而並非有輯本。:15-32
其後以《永樂大典》進行輯佚工作的則是四庫館的館臣。乾隆三十七年正月初四（1772年2月7日），乾隆帝下旨征求遺書，但是反應不佳。於同年十月十七日（11月11日），他再次下旨催辨，才有督撫開始進書。十一月二十五日（12月19日），安徽學政朱筠上《謹陳管見開館校書摺子》，提出了四項搜索遺書的事項，當中就包括了以《永樂大典》以進行輯佚，得到了四庫總裁官于敏中的支持:27。乾隆帝朱批「原議大臣議奏」，命軍機大臣議其事。次年二月初六（2月26日），劉統勛上奏軍機大臣的討論結果，定立了輯佚的方向，「其中如有现在实无传本，而各门凑合尚可集成全书者，通行摘出书名，开列清单，恭呈御览，伏请训示遵行。」乾隆帝「依議」，同日令軍機大臣為總裁官，二月十一日（3月3日）又添派王際華、裘曰修為總裁官，以定立輯佚的條例。同日，劉統勛奏議定立了校核《永樂大典》條例計十三條，並於翰林等官中選派三十員為分校，又選提調、收掌若干。:33-37
其逸書採集原則主要有三點:37-39：
- 采集當時流傳已少，現在不通行者，「将原书详细检阅，并将《图书集成》互为较核，择其未经采录而实在流传己少」以作收錄；
- 采集有益於後學者：認為假如無助於學術的書籍不會采集，如《四庫全書總目》即指呂祖謙的《左传类编》雖然散見《永樂大典》中，但「颇无可采」。
- 尚可衰缀成编者：館臣認為假如內容不全、散亂，輯佚難度較大者不應該采集。

乾隆三十八年二月二十一日，四庫館正式開始展開以《永樂大典》以輯佚的工作，最初只是有三十人，當中包括戴震、邵晉涵、周永年等:27。於同年閏三月十一日，又再增加二十人以協助輯佚的工作。當中的輯佚纂修官大部份都是乾隆三十四年、三十六、三十七年的進士。:47-48紀昀作為總纂官也有參加當中的輯佚工作。此外尚有一些學者雖然不在四庫館，但以提供意見，或者是抄錄輯佚的初稿本的方式參與輯佚，如卢文貂、丁杰、孙星衍、孔继涵等。:57-60
至乾隆四十八年（1780年），一共輯出了經部六十六種、史部四十一種、子部一百零三種，集部一百七十五種，總計三百八十五種書籍，計四千九百六十卷。當中的書籍包括有李燾《續資治通鑑長編》、李心傳《建炎以來繫年要錄》、薛居正《舊五代史》、林寶《元和姓纂》、陳振孫的《直齋書錄解題》、宋代醫學書籍《蘇沈良方》、《博濟方》等。:27
四庫館的輯佚工作經常被當今的學者詬病。以《舊五代史》為例，於清代彭元瑞指《舊五代史》即是「《永樂大典》散篇輯作之書之最」，認為應該「註明《大典》卷數及采補書名卷數，具知存闕章句，不沒其實也」，當時稿本對於《舊五代史》的輯文都列有出處，但是後來認為為了保持體例統一，於是沒有保留出處。其不註出處的做法受到學界所批評，使學界不能確認佚文的真確性和校勘情形。:157-158而且，館臣在征引《舊五代史》的時候依然有所失收。以目前所見的《大典》殘本而言，當中有72段《舊五代史》的段落，而當中館臣只使用60段。此外，館臣對於輯本的抄錄經常和原本不同，有疏忽或者篡改原文的情況。
在《四庫全書》編成之後，《永樂大典》於清朝亦多次被拿來作輯佚工作，如嘉慶年間修《全唐文》，道光年間的徐松的《宋會要》、《宋中興禮書》、《續中興禮書》等。光緒年間，文廷式、繆荃孫等也以《大典》以作輯佚，輯有《宋將元及第圖》一卷，《壽昌乘》一卷，《曾公遺錄》一卷，《十三處戰功錄》一卷等。:28-29

## 存目
《永樂大典》在咸豐十年開始散佚，其後流傳至多個國家。今存414冊，789卷嘉靖副本。以地區作分類，大陸的藏冊是最多的，有166冊，當中絕大部分藏於中國國家圖書館，上海圖書館和四川大學圖書館則各藏有一冊，另外有兩冊則是私人收藏。台灣、日本、美國、德國、愛爾蘭都藏有《永樂大典》的副本。以藏址分類，當中以中國國家圖書館的藏冊最多，有162冊；其次則台灣的國立故宮博物院，有62冊；美國國會圖書館藏有41冊：日本東洋文庫則有35冊。
宣統元年（1909年）統計清點時，翰林院只剩下64冊，都被清末大臣陆润運回家中。1912年，魯迅就任教育部社會教育司第一科科長，並提議將翰林院所存的《大典》殘本交由京師圖書館收藏，得到國務院的批准。於是教育部即派員前往陸潤庠處以收集該64冊大典，當中60冊送向京師圖書館，其他則於教育部圖書室展覽。1934年，館藏《大典》已經達到93冊。1935年，為了保護古籍，《永樂大典》運至上海公共租界倉庫保存。1937年，為了避免受淞滬會戰波及，當中有60冊移至美國國家圖書館收藏，其中有35冊是來自翰林院的60冊，另外25冊則是北京圖書館陸續收藏的。:105-106其後這60冊《永樂大典》運至台灣，再加上和德國漢堡大學圖書交換協議中所得的2冊，即今日國立故宮博物院所藏之62冊。:124-125
翰林院存入京師圖書館的60冊大典中，除了現存於台灣的35冊，另外所藏的25冊當時亦有運至上海，但是其後運回了北平。在抗戰期間，北平圖書館又收集了兩冊《永樂大典》。在中華人民共和國成立之後，先後於民間以及是各地的圖書館收集了永樂大典，如商務印書館所屬的東方圖書館將21冊《大典》贈予北京圖書館，北京大學贈予四冊，廣東文管會贈三冊，周叔弢、张季芗、金梁、徐伯郊、陈李蔼如各贈一册。另外，在周恩来的支持下，從香港藏書家陈清华手中购回了4册《永乐大典》。1983年，於在山东掖县某农民家中發現了一冊《大典》。2009年，文物局於袁樊後人中購得一冊，後予國家圖書館收藏。:105-107
此外，外國又先後歸還了《永樂大典》計67冊。1951年，苏联列宁格勒大学东方系将11册《大典》赠还中国政府，文化部將之予北京圖書館收藏。苏联国立列宁图书馆赠还了52册《大典》，德意志民主共和国赠还3册，苏联科学院通过了中国科学院图书馆移赠1册。:106-107以上，中國國家圖書館合計有162冊。:107
日本的《永樂大典》主要依靠董康以及田中慶太郎傳入。在1912年10月，董康在北京購得《大典》十七冊，並於11月帶到日本，當中十冊由田中慶太郎收購。田中慶大郎又將其轉售予他人，在輾轉之下，如今藏於天理大學圖書館（三冊）、美國國會圖書館（一冊）。其他的《大典》不可考或者下落不明，但可能也售給了日本圖書館或個人。:85-971918年10月初，田中慶太郎到在北京搜得十一冊《大典》，當中一冊售予美國國會圖書館，十冊售予了日本東洋文庫。1926年，田中又購入了七冊《大典》，當中四冊售予了東洋文庫:98-106。
美國國會圖書館現收有41冊。1923年之前，國會圖書館只藏有四冊，分別得於田中慶太郎（兩冊）、魯札克書店（英語：Luzac & Co.）以及小李佳白（英語：John Gillbert Reid）。於1923年春，美國國會圖書館購得了29冊《永樂大典》，都是於歐洲購入。餘下8冊則是1923年後所得，當中其中兩冊得自於田中慶太郎，三冊購自於翟理斯，一冊則是某傳教士於北京街上撿得，並售給國會圖書館，一冊則是小李佳白所寄存。一冊（卷11618-11619）的來源無考，於1939年至1940年間入藏國會圖書館。:106-116
|          |                                                      | 副本:422-423 | 副本總計 |
| -------- | ---------------------------------------------------- | ------------ | -------- |
| 中國大陸 | 中國國家圖書館                                       | 161.5:107    | 165.5    |
| 中國大陸 | 上海圖書館                                           | 1            | 165.5    |
| 中國大陸 | 四川大學圖書館                                       | 1            | 165.5    |
| 中國大陸 | 私人藏                                               | 2            | 165.5    |
| 台灣     | 國立故宮博物院                                       | 62           | 75       |
| 台灣     | 國家圖書館                                           | 8            | 75       |
| 台灣     | 中央研究院历史语言研究所傅斯年圖書館                 | 5            | 75       |
| 日本     | 東洋文庫                                             | 34.5         | 60.5     |
| 日本     | 静嘉堂文库                                           | 9            | 60.5     |
| 日本     | 天理图书馆                                           | 8            | 60.5     |
| 日本     | 京都大学                                             | 3            | 60.5     |
| 日本     | 國立國會圖書館                                       | 1            | 60.5     |
| 日本     | 小川广己                                             | 1            | 60.5     |
| 日本     | 武田長兵衛                                           | 1            | 60.5     |
| 日本     | 石黑传六                                             | 1            | 60.5     |
| 日本     | 神戶黑川古文化研究所                                 | 1            | 60.5     |
| 日本     | 大阪府立中之島圖書館                                 | 1            | 60.5     |
| 韓國     | 奎章閣                                               | （1）        |          |
| 美國     | 國會圖書館                                           | 41           | 54       |
| 美國     | 康乃爾大學                                           | 5            | 54       |
| 美國     | 哈佛大學圖書館                                       | 3            | 54       |
| 美國     | 普林斯頓大學葛思德圖書館                             | 2            | 54       |
| 美國     | 紐約市公共圖書館                                     | 1            | 54       |
| 美國     | 漢庭頓圖書館                                         | 1            | 54       |
| 美國     | 美國書商馬丁·布雷斯勞爾公司（Martin Breslauer Inc.） | 1            | 54       |
| 德國     | 柏林民族學博物館                                     | 4            | 5        |
| 德國     | 柏林國家圖書館                                       | 1            | 5        |
| 越南     | 河內遠東學院                                         | （4）        |          |
| 愛爾蘭   | 切斯特·比替圖書館                                    | 3            | 3        |
| 英國     | 大英圖書館                                           | 24           | 51       |
| 英國     | 牛津大學博德利圖書館                                 | 19           | 51       |
| 英國     | 倫敦大學亞非學院                                     | 5            | 51       |
| 英國     | 劍橋大學圖書館                                       | 2            | 51       |
| 英國     | 鴨巴甸大學                                           | 1            | 51       |
| 共計     | 共計                                                 | 414          | 414      |

## 註腳
1. ↑  3億7千萬字的說法首見於李光壁《明朝史略》，其後胡道靜、陳國慶、劉因鈞都使用此說，《中國大百科全書》也使用此說。顧力仁以現存《永樂大典》字數以估計，認為應該在4億2千萬字左右。[1]:30-31
2. ↑  《明太宗實錄》卷73指「書（《永樂大典》）凡二萬二千二百十一十卷，一萬一千九百五本」，張昇、虞萬里都認為這是針對稿本而言。[1]:1-2[4]:30
3. ↑  文中記有221册，當中含台湾的60册，即161冊。合2007年加拿大入藏2272至2274卷“模”字韵“湖”字号即162冊。
4. 1 2  卷13019「送」字韻「宋」字號， 上半冊由中國國家圖書館藏，下半冊由東洋文庫藏。
5. ↑  河內遠東學院曾藏卷2060-2261、卷2266-2267、卷2404-2405、卷8268-8269，中華書局1986年影印本有收入。後來可能移藏法國國家圖書館，目前下落不明。於法國國家圖書館、遠東學院圖書館等都沒有此四冊信息。[1]:270

## 外部連結
- 《永樂大典》於書格的頁面
- 《永樂大典》於國立故宮博物院的頁面
- 《永樂大典》於美國國會圖書館的頁面
- 《永樂大典》於中国国家图书馆的頁面